# عبدالله رودکی
عبدالله (بیژن) رودکی (۱۳۳۴ _ ۹ خرداد ۱۳۷۹) یکی از فرماندهان نیروی دریایی سپاه در دوران حمله عراق به ایران بود که در شکل‌گیری گردانهای غواص لشکر ۱۹ فجر و همچنین تشکیل قرارگاه نوح و عملیات والفجر ۸ و مقابله با نیروهای آمریکا در خلیج فارس نقش داشت. وی در خردادماه ۱۳۷۹ در شهر آب پخش، دشتستان بر اثر شلیک تفنگ کشته شد.

## زندگی‌نامه
قبل از انقلاب

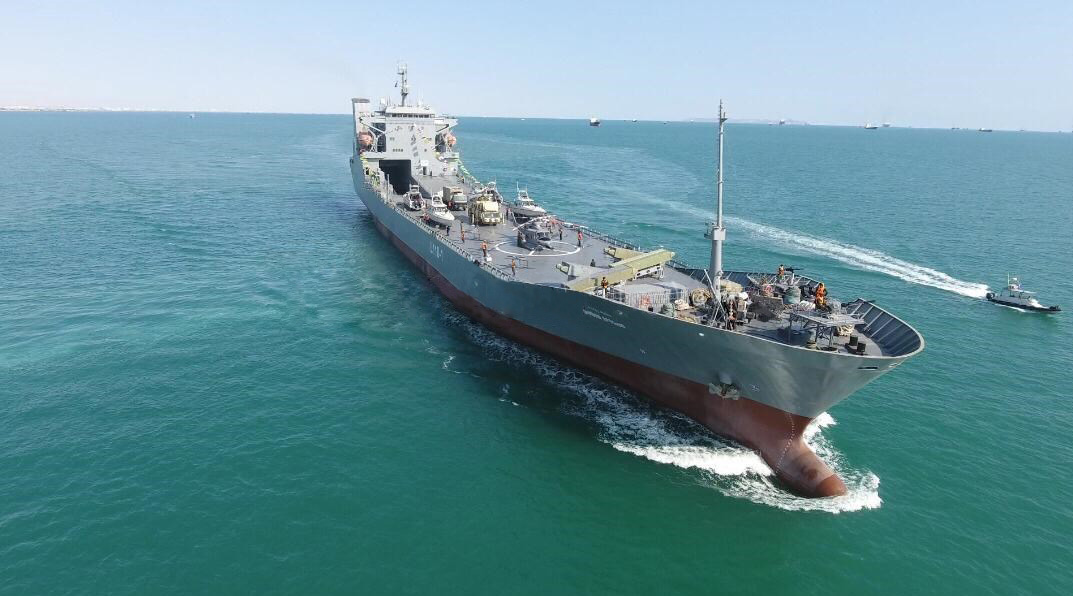
ناو شهید رودکی

عبدالله رودکی در سال ۱۳۳۴ در شیراز و در خانواده ای متدین به دنیا آمد تحصیلات خود را تا مقطع دیپلم ادامه داد و در سن ۲۰ سالگی در شرکت گاز مشغول بکار شد.
رودکی در پخش اعلامیه‌های روح‌الله خمینی، سازماندهی راهپیمایی و توجیه جوانان نقش مؤثری داشت که به همین دلیل چندین بار از طرف شهربانی تحت تعقیب قرار گرفت. وی با علاقه زیاد به ورزش، توانست ۳ سال متوالی مقام قهرمانی رشته «بوکس» کشور را کسب کرده و چندین عنوان قهرمانی در رشته کشتی به‌دست آورد. وی در سال ۱۳۵۷ ازدواج کرد
پس از انقلاب
در سال ۱۳۵۹ به سپاه پاسداران شیراز پیوست. با شروع جنگ تحمیلی به همراه اولین گروه اعزامی به جبهه رفته، در عملیات ثامن الائمه شرکت کرد و در همان عملیات مجروح شد. وی در عملیاتهای مختلف با سمت فرمانده گردان حضور یافته است
نیروی دریایی سپاه
در شکل‌گیری گردانهای غواص لشکر ۱۹ فجر و همچنین تشکیل قرارگاه نوح نبی نقش مؤثری ایفا نمود. او علاوه بر آموزش نیروها، خود در طراحی و اجرای عملیات حاضر می‌شد. رودکی در شناسایی منطقه عملیاتی والفجر ۸ رشادتهای زیادی از خود نشان داد و با تشکیل نیروی دریایی سپاه همواره به عنوان یکی از فرماندهان عملیاتی مناطق دریایی سپاه در شکل‌گیری و به‌کارگیری استراتژی قایقهای تند رو و مین گذاری‌های دریایی نقش کلیدی داشت، در کلیه عملیاتهای دریایی شرکت کرد، با وجود مجروحیت از قسمتهای مختلف به ویژه مجروحیت شیمیایی و شرایط سخت جسمی، روح بلند و متعهدش او را همیشه در صحنه حاضر می‌ساخت و با ۸۹ ماه سابقه حضور در جبهه، پس از جنگ نیز در کاربردی کردن تکنولوژی و صنایع نظامی و در توانمند سازی تسلیحاتی نیروها کوشید.
حزب‌الله
او در جنگ اسراییل و لبنان به حزب‌الله لبنان پیوست. توان بالای او در رزم دریایی، غواصی، موشک اندازی و تسلط بر زبان عربی، او را در جایگاه یکی از مربیان آموزشی حزب‌الله لبنان قرار داد.

## مرگ
رودکی چند روز پس از پیروزی لبنان برای معارفه فرمانده جدید نیروی دریایی استان بوشهر به این استان سفر کرده و در منزل یکی از بستگان در شهر «آب پخش» براز جان از توابع شهرستان دشتستان مهمان بود. وی زمانی که برای نماز حاضر می‌شد، درحالی‌که وضو می‌گرفت مورد اصابت گلوله تفنگ شکاری قرار گرفت و کشته شد.